# Tregan
Tregan è una frazione del comune di Elbasan in Albania (prefettura di Elbasan).
Fino alla riforma amministrativa del 2015 era comune autonomo, dopo la riforma è stato accorpato, insieme agli ex-comuni di Bradashesh, Funarë, Gjergjan, Gjinar, Gracen, Labinot Fushë, Labinot Mal, Papër, Shirgjan, Shushicë e Zavalinë a costituire la municipalità di Elbasan.

## Località
La frazione è formata dall'insieme delle seguenti località:
- Tregan
- Blerimas
- Bizhdan
- Cikallesh
- Gurisht
- Kacivel
- Kycyk
- Muçan
- Shinavlash
- Trepsenisht
- Tuban
- Shilbate